# Luciano Leonel Cuello
Luciano Leonel Cuello (La Plata, 20 maggio 1984) è un pugile argentino.
Soprannominato "El Principito", ha un record attuale di 33-3 (con 17 successi prima del limite).